# Білоруський національний центр
Білоруський національний центр — білоруська організація у Третьому Рейху у Другій світовій війні.

## Історія
Створений 19 червня 1941 в Берліні.
До його складу увійшли діячі Білоруського комітету самопомочі (БКС) та Білоруського представництва.
На чолі центру став Микола Щорс.
Членами керівництва були Радослав Островський, старшина БКС Микола Шкельонок, старшина лодзінського БКС Тумаш Вітовт, керівник Білоруського комітету у Варшаві, священник Вінцент Годлевський, керівник Білоруського представництва Анатоль Шкуцька, Чеслав Ханявка.
Центр виконував роль представника усіх білоруських національних організацій Німеччини, Генеральної округи Білорутенія та інших держав, і надалі мав на меті стати ядром виконавчої влади незалежної Білоруської держави.
13 липня 1941 Микола Щорс та Тумаш Вітовт надіслали Адольфу Гітлеру меморандум із закликом створити незалежну Білорусь під німецьким протекторатом.
Незабаром після нападу Німеччини на Союз Радянських Соціалістичних Республік та окупації Білорусі Білоруський національний центр розпався. Його члени займали різні посади в німецькій окупаційній адміністрації на білоруських і російських землях, а також у Генеральній окрузі.